# Giorgio Bidone

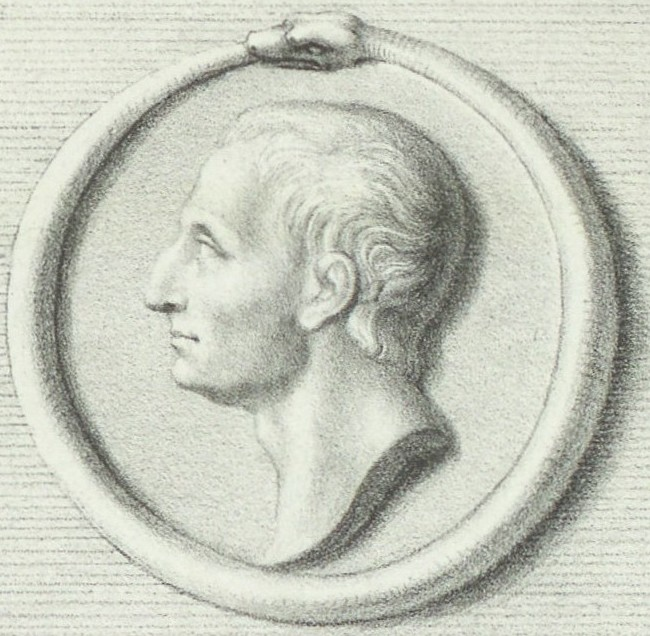
Giorgio Bidone

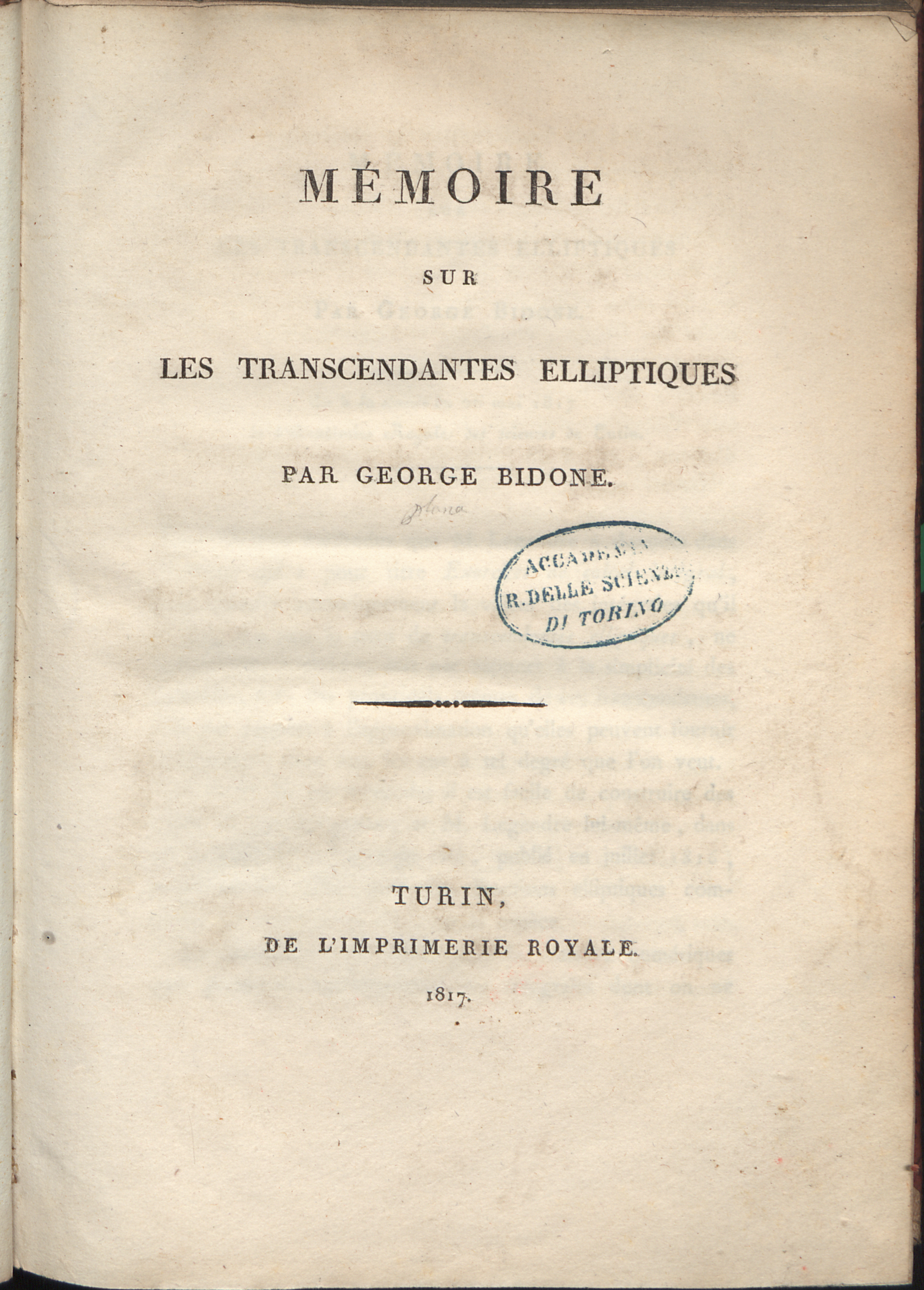
Mémoire sur les transcendantes elliptiques, 1817

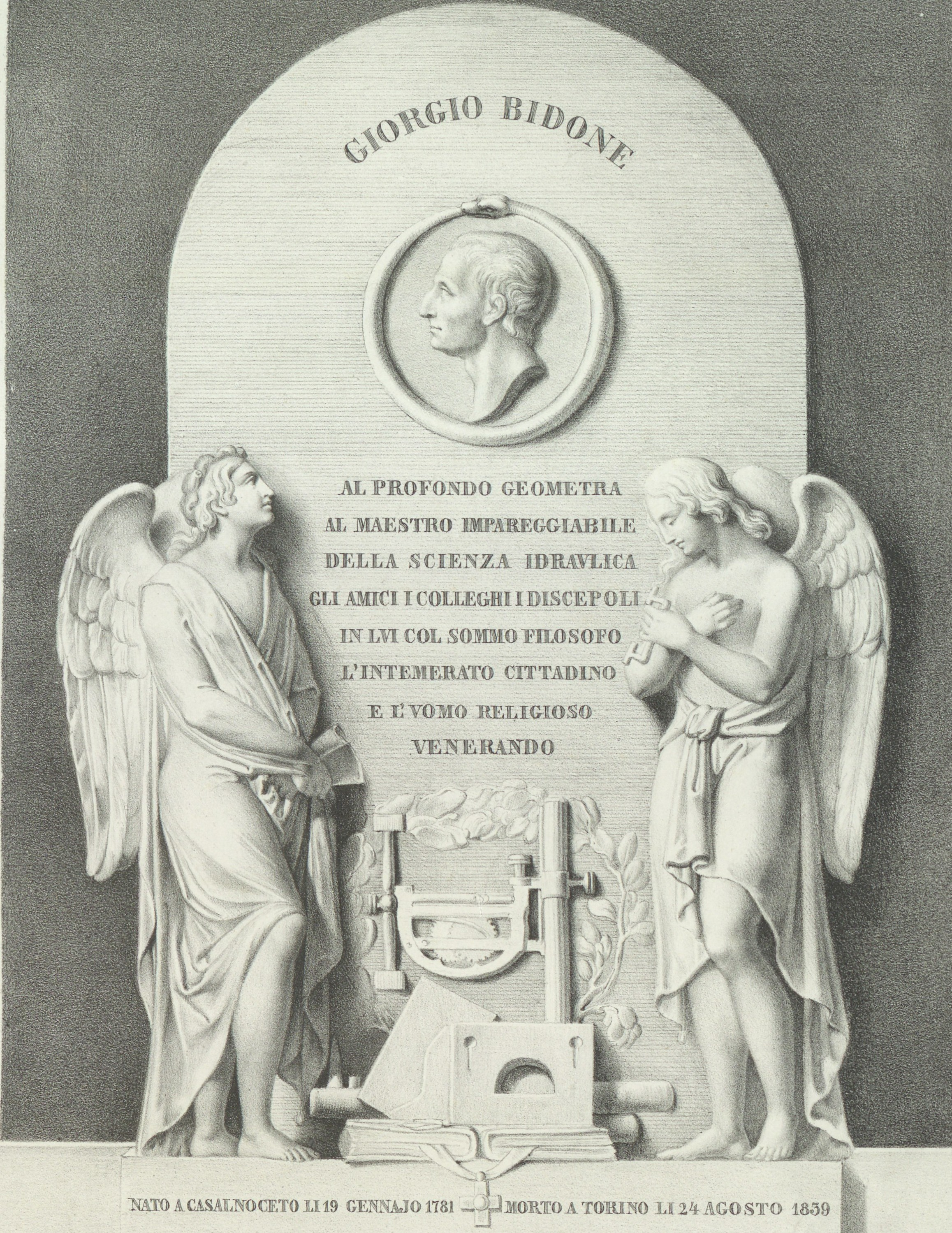
Lápida sepulcral de Giorgio Bidone

Giorgio Bidone (Casalnoceto, 19 de enero de 1781 - Turín, 25 de agosto de 1839), uno de los más ilustres experimentadores del Piamonte, del siglo XIX, en el campo de la hidráulica.
Se graduó en matemática e hidráulica en la Universidad de Turín a la edad de 23 años, y dos años más tarde se gradúa también en Arquitectura. Fue miembro de la Academia de las Ciencias de Turín, y es nombrado profesor de hidráulica en 1815. Nueve años más tarde asumirá también la enseñanza de la geometría descriptiva.
Sus investigaciones versaron principalmente sobre análisis matemático e hidráulica. En 1820 su trabajo "Experiences sur le remou et sur la propagation des ondes" donde se discute, entre otras cosas, el fenómeno hidrodinámico conocido hoy como salto hidráulico.

## Obras
- Osservazioni sopra le macchine in moto (en italiano). Torino: Stamperia reale. 1825.
- Expériences sur la propagation du remous (en francés). Torino: Stamperia reale. 1825.
- Expériences sur le remou et sur la propagation des ondes (en italiano). Torino: Stamperia reale. 1820.
- Mémoire sur la cause des ricochets que font les pierres et les boulets de canon, lancés obliquement sur la surface de l'eau (en francés). Torino: Imprimerie Royale. 1811.
- Expériences sur la dépense des reversoirs et sur l'accélération et la courbure qu'ils occasionnent à la surface du courant (en francés). Torino: Imprimerie Royale. 1824.
- Expériences sur divers cas de la contraction de la veine fluide, et remarque sur la manière d'avoir égard à la contraction dans le calcul de la dépense des orifices (en francés). Torino: Stamperia reale. 1825.
- Esperienze sulle contrazioni parziali delle vene d'acqua (en italiano). Modena: Tipografia Camerale. 1830.
- Description d'une nouvelle boussole propre a observer les mouvemens de rotation et de translation de l'aiguille aimantée (en francés). 1811.

- Datos: Q3765296
- Multimedia: Giorgio Bidone / Q3765296